# Зелліг Гарріс
Зелліг Саббеттай Гарріс (англ. Zellig Sabbettai Harris, 23 жовтня 1909, Балта, Подільська губернія, Російська імперія — 22 травня 1992, Нью-Йорк) — американський лінгвіст, професор, один з найбільш відомих і впливових представників другого покоління структуралістів . Праці з семітських мов, загальної теорії мови, методології лінгвістичних досліджень, математичній лінгвістиці і теорії інформації; також соціально-політичні роботи, що відбивали соціалістичну і анархістську ідеологію.
Член Національної академії наук США (1973) .

## Біографія
Народився в Балті (Російська імперія); сім'я через чотири роки після його народження емігрувала в США і влаштувалася в Філадельфії . Закінчив Пенсільванський університет (1932), там же отримав докторський ступінь (1934) і викладав з 1931 р аж до своєї відставки в 1979 р Пенсільванському університеті ним була створена перша в США спеціалізована кафедра лінгвістики (1946) і підготовлений цілий ряд відомих лінгвістів-теоретиків (зокрема, Л. Глейтман, М. Гросс (Франція), Е. Кінан, Р. Кіттридж, Дж. Росс, Дж. Гіґґінботам, Дж. Епплгейт); одним з його учнів був Ноам Чомскі, на формування якого дуже вплинули як наукові, так і політичні погляди Гарріса (колишнього активного прихильника сіонізму соціалістичної орієнтації і переконаного анархіста). Був президентом Американського лінгвістичного товариства. Після 1979 р - в Нью-Йорку, співпрацював з Колумбійським університетом. 

## Внесок в науку
Лінгвістичну діяльність Гарріс почав як семітолог. Його ранні роботи 1930-х рр. з маловивчених тоді Угаритської, фінікійської та інших західносемітских мов були високо оцінені фахівцями, хоча вони були виконані повністю в рамках традиційної семітської філології та не віщували майбутнього теоретичного новаторства; за повний опис граматики фінікійської мови Гарріс отримав докторський ступінь. Цікаво, що науковий шлях Чомскі починався багато в чому подібним чином - з дослідження  морфонології івриту . 
З кінця 1940-х рр. Гарріс починає цікавитися проблемами загальної теорії мови і, головним чином, методології лінгвістичного опису. У своїх роботах він ставить завдання побудови закінченої формальної теорії мови, що систематизуює позитивістські принципи блумфілдіанского дистрибутивного аналізу форми без звернення до значення. Істориками науки саме Гарріс визнається найбезкомпроміснішим в американській лінгвістиці прихильником утопічної ідеї виключення семантики з дескриптивних лінгвістичних процедур. Цей «антисемантичний» пафос Гарріса також безпосередньо вплинув на ідеологію чомскіанства, складаючи одну з найбільш яскравих відмінних рис останнього. 
Найважливішим внеском Гарріса в лінгвістичну теорію є поняття трансформації, вперше експліцитно введене ним у статті 1957 р  (на основі більш ранніх робіт) і надалі розвинене в ряді монографій 1960-х рр. Як відомо, поняття трансформації відіграє ключову роль і в ранніх варіантах трансформаційної граматики Чомскі (Хомського). Серед хомскіанців прийнято вважати, що Чомскі прийшов до цієї ідеї незалежно від Гарріса і розробив її набагато послідовніше; в будь-якому випадку, слід, мабуть , визнати пріоритет Гарріса в самій постановці цієї проблеми. 
У той же період Гарріс починає розробляти методологію дискурсивного аналізу, заснованого на теорії інформації ; ідеї Гарріса про «рух інформації в дискурсі» знайшли часткове продовження в більш пізніх роботах в рамках теорій комунікативного синтаксису та ін. Їм було запропоновано так зв. «Алгоритм Гарріса», що дозволяє визначати ступінь інформативності знака в тексті. 
Надалі (в 1970-1980-і рр.) Гарріс висунув ряд оригінальних формальних теорій мови, які, однак, не привернули уваги американської лінгвістичної спільноти і залишилися на периферії лінгвістики цього періоду, де домінувало протистояння хомскіанской і «функціональної» парадигми. На думку ряду дослідників, пізні роботи Гарріса, не затребувані сучасниками, містять значний потенціал і можуть ще зіграти свою роль у розвитку лінгвістичної думки. Багато робіт Гарріса перекладено французькою мовою; існує[коли?] спроба розробки ідей Гарріса у Франції в рамках синтаксичної школи його учня Моріса Гросса (1943-2001).

## Основні публікації

### З семітології
- A Grammar of the Phoenician Language, 1936.
- Development of the Canaanite Dialects: An Investigation in Linguistic History, 1939.

### За методологією лінгвістичного опису і загальному синтаксису
- Methods in Structural Linguistics, 1951.
- String Analysis of Sentence Structure, 1962.
- Mathematical Structures of Language, 1968.
- Papers in Structural and Transformational Linguistics, 1970.
- Papers on Syntax, 1981.
- A Grammar of English on Mathematical Principles, 1982.

### За дискурсивного аналізу та теорії інформації
- Language and Information, 1988.
- A Theory of Language and Information: A Mathematical Approach, 1991.

### Політична публіцистика
- The Transformation of Capitalist Society, 1997..